# Kungälvs Roddklubb
Kungälvs Roddklubb har sitt fokus på tävlingsrodd och motionsrodd. Klubbens stiftades 1931 och ligger i hamnen på fästningsholmen i Kungälv. Träning sker längs både Nordre- och Göta älv. Klubben har en lång tradition av elitidrott med både OS-medaljer, VM-medaljer och EM-medaljer.
Klubben har också ett inom Sverige unikt stipendium som årligen delas ut till en framgångsrik kungälvsroddare ur Martin Werthén-Fengsborn minnesfond.
Bland klubbens framgångsrika roddare märks bland andra fyrfaldigt OS-meriterade Maria Brandin och trefaldigt OS-meriterade Evert Gunnarsson (OS-silver 1956, Melbourne), samt nu aktiva VM-meriterade Carin Andersson, Kevin Hermansson och Dennis Bernhardsson.